# Liutprand van Cremona
Liutprand (ook Liudprand of Luitprand) (ca. 922 - 972) was een Lombardijns historicus, diplomaat en auteur, die na 961 ook bisschop van Cremona was. 

## Biografie
Liutprand werd in het begin van tiende eeuw in een vooraanstaande familie in Pavia geboren. In 931 trad hij als page in dienst van Hugo van Arles uit het huis van de Bosoniden, op dat moment koning van Italië met zijn hof in Pavia. Hugo huwde de beruchte en machtige Marozia van Rome. Liutprand volgde zijn opleiding aan het hof. Hij werd geestelijke aan de kathedraal van Pavia. Toen Hugo van Arles in 947 stierf, kwam zijn zoon en mede-koning Lotharius II op de troon als koning van Italië. Liutprand werd nu vertrouwelijk secretaris van de feitelijke heerser van Italië, Berengarius II, markgraaf van Ivrea. Liutprand werd kanselier. In 949 werd hij op een diplomatieke missie naar het Byzantijnse hof van Constantijn VII Porphyrogenitus gestuurd.  Aangezien zowel Liutprands vader als zijn stiefvader al eerder als ambassadeurs naar Constantinopel waren gezonden en ook omdat Liutprand zich goed had voorbereid door Grieks te leren (niet meer erg bekend in het 10e-eeuwse Noord-Italië) leek hij bij uitstek de geschikte persoon voor een dergelijke missie. Het werd echter een vruchteloze en vernederende, vier maanden durende ervaring, waarvoor Liutprand zich in zijn afrekening, Antapodosis ("vergelding") zou wreken.
Bij zijn terugkeer uit Constantinopel raakte Liutprand bij het hof in Pavia uit de gratie. Hij verbond zich nu met de grootste rivaal van Berengarius, keizer Otto I de Grote. Deze was in 950, na de dood van Lotharius, koning van Italië geworden. In het gezelschap van Otto I keerde hij in 961 terug naar Italië. Aan hem dankte hij het daaropvolgende jaar, in 962 zijn benoeming tot bisschop van Cremona. Aan het hof van Otto ontmoette hij Recemundus, de Córdobaanse ambassadeur aan het hof van Otto de Grote. Deze overtuigde Liutprand er van om een eigentijdse geschiedenis te schrijven. Zo geschiedde. Liutprands zou zijn latere werk de Antapodosis aan Recemundus opdragen. Liutprand werd vaak belast met delicate diplomatieke missies. In 963 bracht hij bij de start van de ruzie tussen paus Johannes XII en de keizer Otto I de Grote een bezoek aan de paus. De aanleiding van deze ruzie was het  pauselijke bondgenootschap met Berengerius' zoon, Adalbert van Ivrea. Liutprand woonde het Romeinse conclaaf van bisschoppen bij, dat Johannes XII op 6 november 963 afzette. Liutprand schreef het enige bewaard gebleven aaneengesloten verslag van deze gebeurtenissen.
Na frequente missies naar de paus werd Liutprand in 968 opnieuw naar Constantinopel gezonden, dit keer naar het hof van Nikephoros II Phokas, om daar de hand van Anna Porphyrogenita, dochter van de voormalige keizer Romanus II, te vragen voor de zoon van Otto (de latere keizer Otto II). Liutprand beval Otto I aan om vrede met de Oost-Romeinse keizer te sluiten. Deze maakte nog aanspraak op Benevento en Capua. Deze gebieden waren echter in Lombardse handen. Byzantijnse troepen en troepen van Otto waren kort daarvoor in Bari slaags geraakt. Mede daardoor was Liutprands ontvangst in Constantinopel vernederend en rampzalig. (voor fragmenten van zijn bittere Relatio, zie de link hieronder.)
Zijn verslag van deze missie in de Relatio de Legatione Constantinopolitana is misschien wel het meest grafische en levendigste  geschrift dat uit de 10e eeuw tot ons is gekomen. De gedetailleerde beschrijving van Constantinopel en het Byzantijnse hof is, ook al is het sterk gekleurd en blinkt het uit door vijandigheid ten opzichte van de Byzantijnse Rijk, een document van zeldzame waarde. De Catholic Encyclopedia beweerde dat "Liutprands geschriften een zeer belangrijke historische bron voor de tiende eeuw zijn; wel is hij altijd sterk partijdig en vaak oneerlijk ten opzichte van zijn tegenstanders".
Volgens Werner Ohnsorge moet de Huwelijksoorkonde van keizerin Theophanu (van 14 april 972) door Liutprand ontworpen zijn wat erop wijst dat hij in 971 naar Italië is teruggekeerd. Liutprand moet in 972 gestorven zijn. Zijn opvolger als bisschop van Cremona werd in 973 geïnstalleerd.

## Werken
- Antapodosis, seu rerum per Europam gestarum, Libri VI, een historische vertelling, met betrekking tot de gebeurtenissen tussen 887 tot 949, voornamelijk in Italië, "samengesteld met het doel om zich te wreken op Berengarius en zijn koningin Willa" volgens de Encyclopædia Britannica 1911
- Historia Ottonis, een lofzang op zijn maecenas Otto, helaas alleen over de jaren 960 tot 964, geschreven vanuit het perspectief van de keizer
- Relatio de legatione Constantinopolitana ad Nicephorum Phocam, behandelt zijn missie naar Constantinopel in de jaren 968 en 969